# Julio César Saguier (empresario)
Julio César Saguier (II) (Buenos Aires, 6 de octubre de 1960) es un abogado, empresario y ejecutivo de medios argentino, accionista mayoritario del Grupo La Nación, cuyo directorio preside desde 1997. También se desempeñó durante los años 90 como director en el Colegio de Abogados de la Ciudad de Buenos Aires y como miembro del directorio de Papel Prensa SA, como presidente y vicepresidente a partir de 2009.

## Biografía
Nació en Buenos Aires el 6 de octubre de 1960; siendo el mayor de los hijos de Julio César Saguier, político de la Unión Cívica Radical que fue intendente de la Capital Federal entre 1983 y 1987, durante la presidencia de Raúl Alfonsín, y Matilde Noble Mitre. Por parte de su madre, es nieto de Julio Argentino Noble, diputado nacional entre 1932 y 1938 por Santa Fe por el Partido Demócrata Progresista, sobrino nieto de Roberto Noble, fundador del diario Clarín, y trastataranieto de Bartolomé Mitre, a través de su hijo -su tatarabuelo- Bartolomé Mitre (II). Por otra parte, del lado de su padre es tataranieto de Fernando Saguier Viana, embajador de Paraguay en Argentina durante la Guerra de la Triple Alianza, quien era a su vez hijo de un inmigrado francés a ese país.
Obtuvo su título de abogado en la Universidad Católica Argentina. Más tarde, completó estudios de posgrado en la Escuela de Leyes de la Universidad de Nueva York.
Durante la década de 1990, fue uno de los principales responsables de reorganizar la estructura societaria de La Nación SA; logrando junto a sus hermanos la consolidación accionaria del grupo mediante un préstamo suscrito en el exterior por cerca de u$d 40 millones destinado a la compra progresiva de las acciones de los herederos de Bartolomé Mitre (III) (bisnieto homónimo del fundador), fallecido en 1982; logrando una poseción de entre el 62% y el 66% de la compañía. En 1997, asumió la presidencia del directorio del Grupo La Nación, con su hermano Alejandro asumiendo la vicepresidencia, cargo que mantiene hasta la actualidad. En 2020, otro de sus hermanos, Fernán, asumió la dirección del diario tras el fallecimiento de Bartolomé Mitre (IV) (hijo del fallecido en 1982); siendo el primero en ocupar ese puesto sin llevar el apellido Mitre.
En 2008, fue distinguido con el Premio Konex de Platino en la categoría Empresarios del Comercio y los Servicios, por su rol al frente de La Nación y su participación en instituciones del ámbito jurídico.
Bajo su conducción, el grupo expandió su presencia multimedia con la creación del canal de noticias La Nación Más (LN+), que adquirió notoriedad por su línea editorial crítica del kirchnerismo y más en sintonía con el macrismo primero y Javier Milei después. Este último, no obstante, se dirigió públicamente en contra de Saguier y de periodistas con vinculación a LN, como Hugo Alconada, Joaquín Morales Solá, Ignacio Ortelli, Paulino Rodrigues, Carlos Pagni y Luis Novaresio. 
LN+ experimentó un crecimiento sostenido en audiencia desde 2016 a 2024, llegando a competir en prime time con señales consolidadas desde hace años, como TN del Grupo Clarín o A24 del Grupo América.

## Valoraciones y críticas
En 2018, Carlos Pagni declaró en una entrevista con la revista Barcelona que YPF -entonces codirigida por Antonio Brufau de Repsol y Enrique Eskenazi del Grupo Petersen- le había resignado 10 años antes a La Nación u$d 1 millón en publicidad anual por notas suyas en el diario sobre lo que denominó el «vaciamiento» de la empresa; como muestra de la independencia de los periodistas en el diario, dado que él supo de esa rescisión a través de un tercero -y no de Saguier- y que continuó escribiendo del tema.
En una de sus últimas entrevistas, Bartolomé Mitre (IV) -que se mantuvo nominalmente como director del diario hasta su muerte en 2020- se refirió con cierta distancia y escepticismo al rol de los nuevos accionistas en la conducción de La Nación al señalar que no percibía en ellos un «compromiso genuino» con la tradición del diario, ni una continuidad del legado familiar, dudando de si realmente «se sienten Mitre». También fue crítico del rumbo empresarial que el grupo había tomado, como con la venta de radio del Plata. Caracterizó a Fernán Saguier como un «hombre raro», sobre quien dijo no tener claro si efectivamente «dirigía» el diario. Por otro lado, se refirió a su propia familia al afirmar que solo una de sus hijas, Dolores, trabajaba con él en el periódico, mientras que el resto de sus hijos no mostraba mayor interés por el mundo periodístico. En 2024, Esmeralda Mitre -hija de Bartolomé Mitre (IV)- declaró que «en otro país, los Saguier ya estarían todos presos» en relación a un pleito judicial que mantenía con los hermanos por el destino de las acciones en LN que poseía su padre, fallecido 4 años antes. Además, añadió que tanto Saguier como Héctor Magnetto eran «aprendices» de su padre, pero que ambos lo habían «traicionado».
En 2022, Cristina Kirchner lo asoció junto a Héctor Magnetto al lawfare y al «partido judicial» en su contra, que son caracterizaciones compartidas por algunos juristas y negadas por otros.
Javier Milei se refirió durante su presidencia a Saguier en más de una ocasión, siempre con sesgo negativo. En relación a la postura contraria de La Nación a la postulación de Ariel Lijo a la Corte Suprema y la publicación de Hugo Alconada de una investigación sobre la emisión de facturas denominadas «truchas» por parte de Milei, éste -en una entrevista emitida por LN+- exclamó:

Entiendo que el señor Saguier puede tener problemas, que le caiga mal Lijo vaya a saber uno por qué tema, y lo opera todo el tiempo desde sus esbirros mediáticos dentro del diario. Me imagino que el difunto Bartolomé Mitre bastante mal se sentiría de ver en qué se convirtió ese diario. Las mismas cosas que usted le puede achacar a Lijo se las puede aplicar a todos, si fuera por eso… Ahora, digamos, de vuelta: concretamente, el diario La Nación tiene una posición… entonces, bueno, habría que preguntarle a Saguier cuál es el problema que él tiene por el cual opera tanto en contra de Lijo.

## Distinciones
- Premio Konex de Platino (2008) – Empresarios del Comercio y de los Servicios.[3]
- Premio ADE al Dirigente de la Empresa (2009) – Empresa y Comunidad.[3]